# Alphonse Cordier
Alphonse-Stanislas Cordier (27 février 1820 à Écouché - 10 janvier 1897 à Paris) est un homme politique français.

## Biographie
Il fit ses études à Lisieux, entra en qualité de commis dans une maison de tissus en 1838, et, s'étant associé à un chimiste alsacien en 1845, dirigea une manufacture de toiles peintes à Déville-lès-Rouen. En 1851, il devint vice-président de la Société libre du commerce et de l'industrie. Membre de la Chambre de commerce de la Seine-Inférieure depuis 1857, dont il est le secrétaire durant huit années, il est récompensé pour ses impressions sur étoffes à l'Exposition universelle de 1867 et est le président du comité d'installation de l'Exposition des ressources des ports de commerce. Il préside la société de secours mutuel de Saint-Vincent-de-Paul à Déville-lès-Rouen, qui a été fondée dans son établissement en 1835.
Conseiller municipal de Déville-lès-Rouen, puis de Rouen depuis 1869, il fut élu, le 8 septembre 1871, représentant de la Seine-Inférieure à l'Assemblée nationale. Lié avec Pouyer-Quertier, son compatriote, il fut chargé de plusieurs démarches auprès du quartier-général allemand ; d'un autre côté, Thiers, dont il partageait les idées protectionnistes, lui confia des missions en Alsace relatives à son industrie. À l'Assemblée, il siégea au centre gauche et se fit inscrire au groupe Féray, qu'il préside.
Le 8 octobre 1871, il avait été élu conseiller général pour le 5e canton de Rouen et, le 10 décembre 1875, l'Assemblée nationale l'élut sénateur inamovible. Il prit place à la gauche républicaine, vota pour les lois Jules Ferry sur l'enseignement, pour l'expulsion des princes, et pour les ministères qui se succédèrent au pouvoir. 
Cordier est membre du Conseil supérieur du commerce et de la commission des expositions internationales depuis 1871.
En 1878, il est membre du conseil d'administration de la Compagnie des docks et entrepôts de Rouen.
Il épouse Maria Levesque, fille de Jean Frédéric Levesque, greffier de la justice de paix, et d'Athalie Clémence Massif.
Il demeure no 47 boulevard Cauchoise à Rouen puis au no 38 rue du Luxembourg à Paris où il meurt le 10 janvier 1897. Il est inhumé au cimetière du Montparnasse.

## Distinctions
- Officier de la Légion d'honneur (décret du 20 octobre 1878)[3]. Nommé chevalier le 13 août 1865.

## Publications
- Étude sur les industries textiles du Nord (1860) ;
- Étude et enquête sur les industries de la Seine-Inférieure (1869)